# Mayo-Moskota
Mayo-Moskota es un municipio del departamento Mayo-Tsanaga de la región del Extremo Norte, Camerún. En noviembre de 2005 tenía una población censada de 73 710 habitantes.
Se encuentra ubicado cerca de la frontera con Nigeria y Chad.